# Ивана Туфегджич
Ивана Туфегджич (на македонска литературна норма: Ивана Туфегџиќ) е политик и независим депутат в деветия състав на Събранието на Република Македония. 

## Биография
Средно училище завършва в гимназията „Орце Николов“ в Скопие. Завършва политически науки в университета „Св. Кирил и Методиј“. На парламентарните избори през 2016 Туфегджич става депутат като кандидат на СДСМ в първия изборен район, където партията печели 10 мандата. В парламента е независим депутат.
Туфекджич по-рано е един от представителите на Студентския пленум в преговорите с министерството на образованието за изготвяне нов закон за висше образование. Взима участие в протестите против закона за въвеждане на държавен изпит на факултетите. Като граждански активист участва в поредицата протести на „Шарената революция“ против решението на президента Гьорге Иванов за помилване на 56 лица разследвани от Специалната обществена прокуратура.